# Grahovo, Nikšić
Grahovo este un sat din comuna Nikšić, Muntenegru.

## Demografie
În satul Grahovo locuiesc 101 persoane adulte, iar vârsta medie a populației este de 40,0 de ani (34,1 la bărbați și 44,3 la femei). În localitate sunt 51 de gospodării, iar numărul mediu de membri în gospodărie este de 2,61.
|  |

| Demografie | Demografie | Demografie |
| An         | Locuitori  | Locuitori  |
| ---------- | ---------- | ---------- |
|            |            |            |
|            |            |            |
|            |            |            |
|            |            |            |
| 1948       | 119        |            |
| 1953       | 130        |            |
| 1961       | 185        |            |
| 1971       | 118        |            |
| 1981       | 87         |            |
| 1991       | 82         | 82         |
| 2003       | 133        | 133        |

| \| Componența etnică conform recensământului din 2003[2] \| Componența etnică conform recensământului din 2003[2] \| Componența etnică conform recensământului din 2003[2] \| Componența etnică conform recensământului din 2003[2] \| Componența etnică conform recensământului din 2003[2] \| \| ----------------------------------------------------- \| ----------------------------------------------------- \| ----------------------------------------------------- \| ----------------------------------------------------- \| ----------------------------------------------------- \| \| \| \| \| \| \| \| Muntenegreni \| Muntenegreni \| \| 103 \| 77,44% \| \| Sârbi \| Sârbi \| \| 22 \| 16,54% \| \| Maghiari \| Maghiari \| \| 1 \| 0,75% \| \| necunoscută \| necunoscută \| \| 1 \| 0,75% \| |              |  |     |        |
| Componența etnică conform recensământului din 2003 |              |  |     |        |
| |              |  |     |        |
| Muntenegreni | Muntenegreni |  | 103 | 77,44% |
| Sârbi | Sârbi        |  | 22  | 16,54% |
| Maghiari | Maghiari     |  | 1   | 0,75%  |
| necunoscută | necunoscută  |  | 1   | 0,75%  |